# Artigo Segundo da Constituição dos Estados Unidos
O Artigo Segundo da Constituição dos Estados Unidos estabelece o poder executivo do governo federal, que executa e faz cumprir as leis federais. Ele confere o poder do Poder Executivo ao gabinete do presidente dos Estados Unidos, define os procedimentos para eleger e destituir o presidente e estabelece os poderes e as responsabilidades do presidente.
A Seção 1 do Artigo Dois estabelece os cargos de presidente e vice-presidente e define o mandato de ambos os cargos em quatro anos. A Cláusula de Investidura da Seção 1 declara que o poder executivo do governo federal é investido no presidente e, juntamente com as Cláusulas de Investidura do Artigo Primeiro e do Artigo Terceiro, estabelece a separação de poderes entre os três poderes do governo. A Seção 1 também estabelece o Colégio Eleitoral, o órgão encarregado de eleger o presidente e o vice-presidente. A Seção 1 determina que cada estado escolha os membros do Colégio Eleitoral de acordo com as instruções da respectiva legislatura de cada estado, com os estados recebendo eleitores iguais à sua representação combinada nas duas casas do Congresso. A Seção 1 estabelece os procedimentos do Colégio Eleitoral e exige que a Câmara dos Representantes realize uma eleição contingente para selecionar o presidente se nenhum indivíduo obtiver a maioria dos votos eleitorais. A Seção 1 também estabelece os requisitos de elegibilidade para o cargo de presidente, fornece procedimentos em caso de vacância presidencial e exige que o presidente faça um juramento de posse.
A Seção 2 do Artigo Segundo estabelece os poderes da presidência, determinando que o presidente atua como comandante-em-chefe das forças armadas, entre muitas outras funções. Essa seção dá ao presidente o poder de conceder perdões.
A Seção 2 também exige que o "oficial principal" de qualquer departamento executivo ofereça aconselhamento. Embora não seja exigido pelo Artigo Segundo, o Presidente George Washington organizou os principais executivos dos departamentos executivos no Gabinete, uma prática que os presidentes subsequentes seguiram. A Cláusula do Tratado concede ao presidente o poder de firmar tratados com a aprovação de dois terços do Senado. A Cláusula de Nomeações concede ao presidente o poder de nomear juízes e funcionários públicos sujeitos ao conselho e consentimento do Senado, o que, na prática, significa que os nomeados presidenciais devem ser confirmados por maioria de votos no Senado. A Cláusula de Nomeações também estabelece que o Congresso pode, por lei, permitir que o presidente, os tribunais ou os chefes de departamentos nomeiem "oficiais inferiores" sem exigir o parecer e o consentimento do Senado. A cláusula final da Seção 2 concede ao presidente o poder de fazer nomeações de recesso para preencher vagas que ocorram quando o Senado estiver em recesso. O Senado dos Estados Unidos será composto por dois senadores de cada estado.
A Seção 3 do Artigo Segundo estabelece as responsabilidades do presidente, concedendo-lhe o poder de convocar ambas as casas do Congresso, receber representantes estrangeiros e comissionar todos os oficiais federais. A Seção 3 exige que o presidente informe o Congresso sobre o "estado da união"; desde 1913, isso tem sido feito na forma de um discurso chamado de Estado da União. A Cláusula de Recomendação exige que o presidente recomende medidas consideradas "necessárias e convenientes". A Cláusula Take Care exige que o presidente obedeça e faça cumprir todas as leis, embora o presidente mantenha certa discrição na interpretação das leis e na determinação de como aplicá-las.
A Seção 4 do Artigo Segundo define que o presidente e outros dirigentes podem ser destituídos do cargo por meio do processo de impeachment, que é descrito com mais detalhes no Artigo Primeiro.

## Seção 1: Presidente e vice-presidente

### Cláusula 1: Poder executivo e mandato
O Poder Executivo será investido em um Presidente dos Estados Unidos da América. Ele ocupará seu cargo durante o mandato de quatro anos e, juntamente com o Vice-Presidente, escolhido para o mesmo mandato, será eleito da seguinte forma:
A Seção 1 começa com uma cláusula de investidura que confere o poder executivo federal ao presidente. Cláusulas semelhantes são encontradas no Artigo I e no Artigo III; o primeiro confere o poder legislativo federal exclusivamente ao Congresso, e o segundo concede o poder judiciário exclusivamente à Suprema Corte e a outros tribunais federais estabelecidos por lei. Esses três artigos juntos garantem a separação de poderes entre os três poderes do governo federal e, individualmente, cada um deles estabelece controles e equilíbrios sobre a operação e o poder dos outros dois poderes.

A posse de George Washington como o primeiro presidente dos EUA, em 30 de abril de 1789, por Ramon de Elorriaga (1889).

O Artigo I concede determinados poderes ao Congresso, e a Cláusula de Investidura não retribui esses poderes ao Presidente. Como essas ações exigem legislação aprovada pelo Congresso, que deve ser assinada pelo presidente para entrar em vigor, esses poderes não são estritamente poderes executivos concedidos ou retidos pelo Congresso em si. Tampouco foram mantidos pelo Congresso dos EUA como resquícios dos Artigos da Confederação. Os Artigos da Confederação, o Congresso Continental e seus poderes foram abolidos no momento em que o novo Congresso dos EUA foi empossado e o novo governo federal substituiu formal e oficialmente seu antecessor interino. E embora seja implicitamente negado ao presidente o poder de declarar guerra unilateralmente, uma declaração de guerra não é, por si só, um veículo do poder executivo, pois é literalmente apenas uma declaração pública de que o governo dos EUA se considera "em guerra" com uma entidade política estrangeira.
Independentemente da incapacidade de declarar guerra, o presidente tem o poder de ordenar unilateralmente uma ação militar em defesa dos Estados Unidos de acordo com "uma emergência nacional criada por um ataque aos Estados Unidos, seus territórios ou possessões, ou suas forças armadas". Pela lei dos EUA, esse poder é limitado, pois ele deve notificar o Congresso em até 48 horas após o início das operações militares, explicando a fonte de sua autoridade para a ação. Uma vez que a notificação legal adequada seja entregue aos membros necessários do Congresso, a ação militar pode continuar por até 60 dias sem autorização adicional do Congresso, ou até 90 dias se o presidente "determinar e certificar ao Congresso, por escrito, que a necessidade militar inevitável, no que diz respeito à segurança das Forças Armadas dos Estados Unidos, exige o uso contínuo de tais forças armadas no curso de uma remoção imediata de tais forças".
Como os tratados são, de acordo com a lei dos EUA, acordos oficiais com governos estrangeiros reconhecidos como tal somente depois que o Senado aprova ou rejeita uma resolução de ratificação, o presidente obviamente não pode fazer tratados unilateralmente. Entretanto, o presidente determina e decide a política externa dos EUA e pode entrar em discussões não vinculativas e dar aprovação condicional a acordos firmados com governos estrangeiros sujeitos à aprovação do Senado em uma data futura.
Além disso, como os tratados oficiais são criados especificamente sob e pela lei constitucional dos EUA, e são firmados tanto pelo governo quanto pelo povo como um todo, em sua capacidade de chefe de estado e como representante individual único dos Estados Unidos e de seus cidadãos, o presidente tem a coautoridade e o dever constitucional de retirar unilateralmente os Estados Unidos de tratados quando isso for do interesse e do bem-estar dos EUA.
Com relação às nomeações presidenciais, assim como acontece com os tratados, uma pessoa não é oficialmente e legalmente nomeada para um cargo até que sua nomeação seja aprovada pelo Senado em exercício. Antes da aprovação do Senado e da publicação dessa aprovação, juntamente com uma data e hora oficiais para o juramento e a assunção de deveres e responsabilidades, eles são indicados e não nomeados. E, novamente, o presidente nomeia pessoas para cargos específicos a seu bel-prazer e pode fazer isso sem ou apesar do parecer do Senado. O consentimento do Senado ocorre quando a maioria dos senadores vota para aprovar e, portanto, nomear um candidato.
O chefe do Poder Executivo é o presidente. Embora também seja mencionado nessa primeira cláusula, o vice-presidente não é constitucionalmente investido de nenhum poder executivo. No entanto, a Constituição determina que o presidente e o vice-presidente devem ser eleitos ao mesmo tempo, para o mesmo mandato e pelo mesmo eleitorado. A intenção dos autores era preservar a independência do poder executivo caso a pessoa que era vice-presidente assumisse as funções da presidência.  

### Cláusula 2: Método de escolha dos eleitores
Cada Estado deverá nomear, da maneira que a respectiva Legislatura determinar, um número de eleitores igual ao número total de senadores e representantes a que o Estado tem direito no Congresso, mas nenhum senador ou representante, ou pessoa que ocupe cargo de confiança ou de lucro nos Estados Unidos, poderá ser nomeado eleitor.
De acordo com a Constituição dos EUA, o presidente e o vice-presidente são escolhidos por eleitores, sob uma concessão constitucional de autoridade delegada às legislaturas dos diversos estados. A Constituição reserva a escolha da maneira exata de selecionar os eleitores à vontade das legislaturas estaduais. Ela não define nem delimita o processo que uma legislatura estadual pode usar para criar seu colégio estadual de eleitores. Na prática, as legislaturas estaduais geralmente optam por selecionar os eleitores por meio de um voto popular indireto, desde a década de 1820. A maioria dos estados usa o sistema "o vencedor leva tudo", no qual todos os eleitores do estado são concedidos ao candidato que obtiver o maior número de votos populares. Maine e Nebraska permitem que distritos congressionais individuais elejam um eleitor cada.
Em uma votação popular indireta, são os nomes dos candidatos que estão na cédula para serem eleitos. A maioria dos estados não coloca os nomes dos eleitores na cédula. Em geral, os eleitores e os próprios eleitores entendem que eles são os representantes "substitutos" dos candidatos e que devem votar no colégio eleitoral para o presidente e o vice-presidente que aparecem na cédula. Os eleitores reais que estão sendo votados geralmente são selecionados pelo partido do candidato. Houve alguns casos em que alguns eleitores se recusaram a votar no candidato designado, o que é chamado de eleitor infiel. Muitos estados determinaram por lei que os eleitores devem votar no colégio eleitoral para o candidato presidencial designado. A constitucionalidade de tais mandatos foi estabelecida pela Suprema Corte dos Estados Unidos no caso Chiafalo v. Washington (2020).
Cada estado escolhe tantos eleitores quanto o número de representantes e senadores que o representam no Congresso. De acordo com a 23ª Emenda, o Distrito de Colúmbia não pode escolher mais eleitores do que o estado com o menor número de votos eleitorais (na verdade, três eleitores), embora, desde a ratificação dessa emenda, a população do Distrito nunca tenha atingido o limite que lhe daria o direito de escolher quatro ou mais eleitores. Os senadores, representantes e funcionários do governo federal dos EUA não podem se tornar eleitores; na prática, os dois principais partidos federais frequentemente selecionam altos funcionários do partido e do governo estadual (até governadores, inclusive) para servir como eleitores.
Todos os estados, com exceção do Maine (incluindo o Distrito de Colúmbia), usam o sistema de votação por correspondência em suas eleições presidenciais. Em 2020, o Maine mudou para o sistema de eleição por ordem de chegada.
Em McPherson v. Blacker (1892), a Suprema Corte afirmou a capacidade de um estado de nomear seus eleitores com base em distritos eleitorais em vez de um voto popular em todo o estado, descrevendo o poder das legislaturas estaduais para determinar o método de nomeação de eleitores como "plenário" e sugerindo que não era limitado nem mesmo pelas constituições estaduais. Em Bush v. Palm Beach County Canvassing Board (2000), a Suprema Corte remeteu para a Suprema Corte da Flórida a questão de "até que ponto a Suprema Corte da Flórida considerava que a Constituição da Flórida circunscrevia a autoridade do legislativo nos termos do Art. II, § 1, cl. 2". No caso Williams v. Rhodes (1968), a Suprema Corte considerou uma violação da Cláusula de Proteção Igualitária uma lei de Ohio que impunha pesados ônus aos partidos menores que buscavam ser incluídos na cédula de eleitores presidenciais.
A Suprema Corte confirmou o poder do Congresso de regulamentar as contribuições políticas destinadas a influenciar a nomeação de eleitores em Burroughs v. Estados Unidos (1934).

### Cláusula 3: Colégio Eleitoral
Os eleitores se reunirão em seus respectivos estados e votarão por cédula em duas pessoas, das quais pelo menos uma não deverá ser habitante do mesmo estado que eles. Eles farão uma lista de todas as pessoas que votaram e do número de votos para cada uma delas; essa lista será assinada e certificada, e será enviada lacrada para a sede do governo dos Estados Unidos, endereçada ao Presidente do Senado. O Presidente do Senado, na presença do Senado e da Câmara dos Deputados, abrirá todos os Certificados e os Votos serão contados. A pessoa que tiver o maior número de votos será o Presidente, se esse número for a maioria do número total de eleitores nomeados; e se houver mais de uma pessoa que tenha essa maioria e tenha o mesmo número de votos, a Câmara dos Representantes escolherá imediatamente, por votação, uma delas para Presidente; e se nenhuma pessoa tiver a maioria, então, dentre as cinco mais altas da lista, a referida Câmara deverá, da mesma forma, escolher o Presidente, sendo que os votos serão tomados por Estado, e a representação de cada Estado terá um voto; o quorum para esse fim consistirá de um membro ou membros de dois terços dos Estados, e a maioria de todos os Estados será necessária para a escolha. Em todos os casos, após a escolha do Presidente, a pessoa que tiver o maior número de votos dos eleitores será o Vice-Presidente. Mas se restarem dois ou mais que tenham votos iguais, o Senado escolherá (Observação: esse procedimento foi alterado pela Décima Segunda Emenda em 1804).
Na prática moderna, os partidos nomeiam seus eleitores por meio de vários métodos. Em seguida, cada estado escolhe seus eleitores em eleições populares. Na maioria dos estados, o partido com a pluralidade do voto popular escolhe todos os seus eleitores. Uma vez escolhidos, os eleitores se reúnem em seus respectivos estados para votar no presidente e no vice-presidente. Originalmente, cada eleitor dava dois votos para presidente; pelo menos um dos indivíduos votados tinha de ser de um estado diferente do estado do eleitor. O indivíduo com a maioria dos votos se tornava presidente, e o segundo colocado se tornava vice-presidente. Em caso de empate entre os candidatos que receberam votos da maioria dos eleitores, a Câmara dos Representantes escolheria um dos candidatos empatados; se nenhuma pessoa recebesse a maioria, a Câmara poderia escolher novamente um dos cinco com o maior número de votos. Quando a Câmara votava, cada delegação estadual dava um voto, e o voto da maioria dos estados era necessário para escolher um presidente. Se os candidatos em segundo lugar estivessem empatados, o Senado desempatava. O quorum na Câmara consistia em pelo menos um membro de dois terços das delegações estaduais; não havia quorum especial para o Senado. Esse procedimento foi seguido em 1801 depois que o voto eleitoral produziu um empate e quase resultou em um impasse na Câmara.

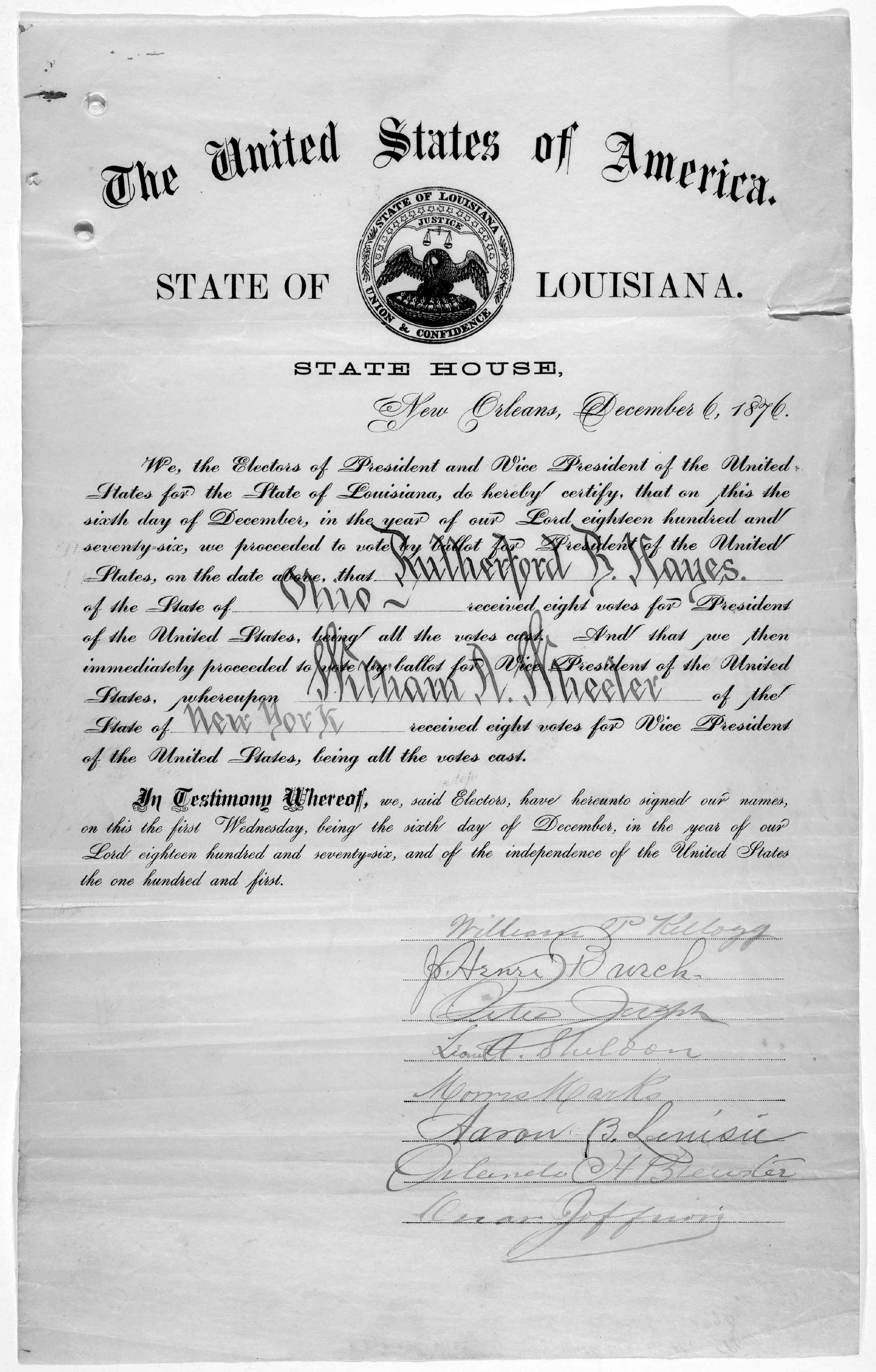
Certificado de voto para Rutherford B. Hayes e William A. Wheeler pelo Estado da Louisiana.

Embora a Constituição reflita a preferência dos legisladores para que o presidente fosse eleito por um eleitorado independente do Congresso, uma das limitações mais palpáveis criadas pela estipulação de que os eleitores se reunissem em seus respectivos estados, em vez de em um único local, era que, dadas as restrições da tecnologia do século XVIII, não havia meios práticos para que esse eleitorado resolvesse eleições sem acordo em tempo hábil, necessitando, assim, do envolvimento do Congresso na resolução de eleições sem acordo. Fazer com que os eleitores se reunissem na capital nacional ou em algum outro local único poderia ter permitido que os eleitores escolhessem um presidente por meio de uma votação exaustiva sem o envolvimento do Congresso, mas os autores da lei foram dissuadidos de tal arranjo por duas considerações importantes. Em primeiro lugar, teria sido bastante oneroso para os eleitores de estados distantes viajar para a capital nacional usando os meios do século XVIII com o único propósito de eleger o presidente, uma vez que eles seriam impedidos de servir simultaneamente no governo federal em qualquer outra capacidade, os eleitores provavelmente não teriam outro motivo para ir até lá. Contudo, muitos legisladores temiam que, se os eleitores se reunissem em um único local, especialmente sob a suposição inicial de que agiriam de forma independente, em vez de serem obrigados a votar em determinados candidatos, eles ficariam vulneráveis à influência de multidões que poderiam tentar garantir um determinado resultado por meio de ameaças e intimidação.
A 12ª Emenda introduziu mudanças importantes no procedimento. Agora, os eleitores dão um voto para presidente e outro para vice-presidente. Caso nenhum candidato a presidente receba a maioria, a Câmara escolhe entre os três primeiros. A Emenda também exige que o Senado escolha o vice-presidente entre aqueles com os dois números mais altos se nenhum candidato a vice-presidente receber a maioria dos votos eleitorais (em vez de apenas se houver um empate no segundo lugar para presidente). Ela também estipula que, para ser vice-presidente, a pessoa deve estar qualificada para ser presidente.  

### Cláusula 4: Dia da eleição
O Congresso poderá determinar o momento da escolha dos delegados eleitorais e o dia em que eles darão seus votos; esse dia deverá ser o mesmo em todos os Estados Unidos.
O Congresso define um dia de eleição nacional. Atualmente, os eleitores são escolhidos na terça-feira seguinte à primeira segunda-feira de novembro (a primeira terça-feira após 1º de novembro), no ano anterior ao término do mandato do presidente. Os eleitores votam na segunda-feira seguinte à segunda quarta-feira de dezembro (a primeira segunda-feira após 12 de dezembro) do mesmo ano. Depois disso, os votos são abertos e contados pelo vice-presidente, como presidente do Senado, em uma sessão conjunta do Congresso.

### Cláusula 5: Qualificações para o cargo

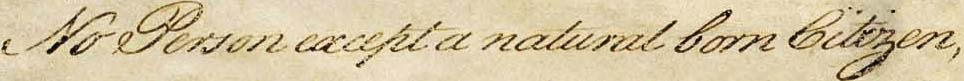
Início da cláusula no documento de 1787.

A Seção 1 do Artigo Segundo da Constituição dos Estados Unidos estabelece os requisitos de elegibilidade para servir como presidente dos Estados Unidos:
Nenhuma pessoa, exceto um cidadão nato ou um cidadão dos Estados Unidos, no momento da adoção desta Constituição, será elegível para o cargo de Presidente; tampouco será elegível para esse cargo qualquer pessoa que não tenha atingido a idade de trinta e cinco anos e que não tenha sido residente nos Estados Unidos por quatorze anos. Nenhuma pessoa, exceto um cidadão nato ou um cidadão dos Estados Unidos, na época da adoção desta Constituição, será elegível para o cargo de Presidente; tampouco será elegível para esse cargo qualquer pessoa que não tenha atingido a idade de trinta e cinco anos e não tenha sido residente nos Estados Unidos por quatorze anos.

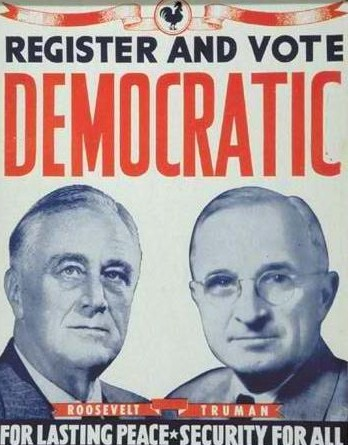
No cartaz de 1944, Franklin Roosevelt (à esquerda) faz uma campanha bem-sucedida para um quarto mandato. Ele foi o único presidente que cumpriu mais de dois mandatos.

No momento da posse, o Presidente deve ser:
- um cidadão nato ou uma pessoa reconhecida como cidadão antes de 17 de setembro de 1787;[27]
- ter pelo menos 35 anos de idade;[27]
- um habitante dos Estados Unidos há pelo menos quatorze anos.[27]

Uma pessoa que atenda às qualificações acima, no entanto, ainda pode ser constitucionalmente impedida de ocupar o cargo de presidente em qualquer uma das seguintes condições:
- O Artigo I, Seção 3, Cláusula 7, dá ao Senado dos EUA a opção de desqualificar para sempre qualquer pessoa condenada em um processo de impeachment de ocupar qualquer cargo federal;[28]
- A Seção 3 da 14ª Emenda proíbe que qualquer pessoa que tenha feito o juramento de apoiar a Constituição e posteriormente se rebelou contra os Estados Unidos se torne presidente. Entretanto, essa desqualificação pode ser revogada por uma votação de dois terços de cada casa do Congresso;[29]
- A 22ª Emenda proíbe qualquer pessoa de ser eleita para a presidência mais de duas vezes (ou uma vez se a pessoa servir como presidente ou presidente interino por mais de dois anos de um mandato presidencial para o qual outra pessoa foi originalmente eleita).[30][31]

### Cláusula 6: Vacância e incapacidade
No caso de destituição do Presidente, ou de sua morte, renúncia ou incapacidade de exercer os poderes e deveres do referido cargo, o mesmo recairá sobre o Vice-Presidente, e o Congresso poderá, por meio de lei, prever o caso de destituição, morte, renúncia ou incapacidade, tanto do Presidente quanto do Vice-Presidente, declarando qual oficial atuará como Presidente, e esse oficial atuará de acordo, até que a incapacidade seja removida ou que um Presidente seja eleito. (Observação: essa cláusula foi parcialmente substituída pela 25ª Emenda em 1967)
A redação dessa cláusula causou muita controvérsia na época em que foi usada pela primeira vez. Quando William Henry Harrison morreu no cargo em 1841, surgiu um debate sobre se o vice-presidente se tornaria presidente ou se ele apenas herdaria os poderes, tornando-se assim um presidente interino. O vice-presidente de Harrison, John Tyler, acreditava que ele tinha o direito de se tornar presidente. Entretanto, muitos senadores argumentaram que ele só tinha o direito de assumir os poderes da presidência por tempo suficiente para convocar uma nova eleição. Como a redação da cláusula é muito vaga, era impossível para qualquer um dos lados provar seu ponto de vista. Tyler fez o juramento de posse como presidente, estabelecendo um precedente que possibilitou que vice-presidentes posteriores ascendessem à presidência sem contestação após a morte do presidente. A "Súmula Tyler" estabeleceu que, se o presidente morrer, renunciar ou for destituído do cargo, o vice-presidente se tornará presidente.

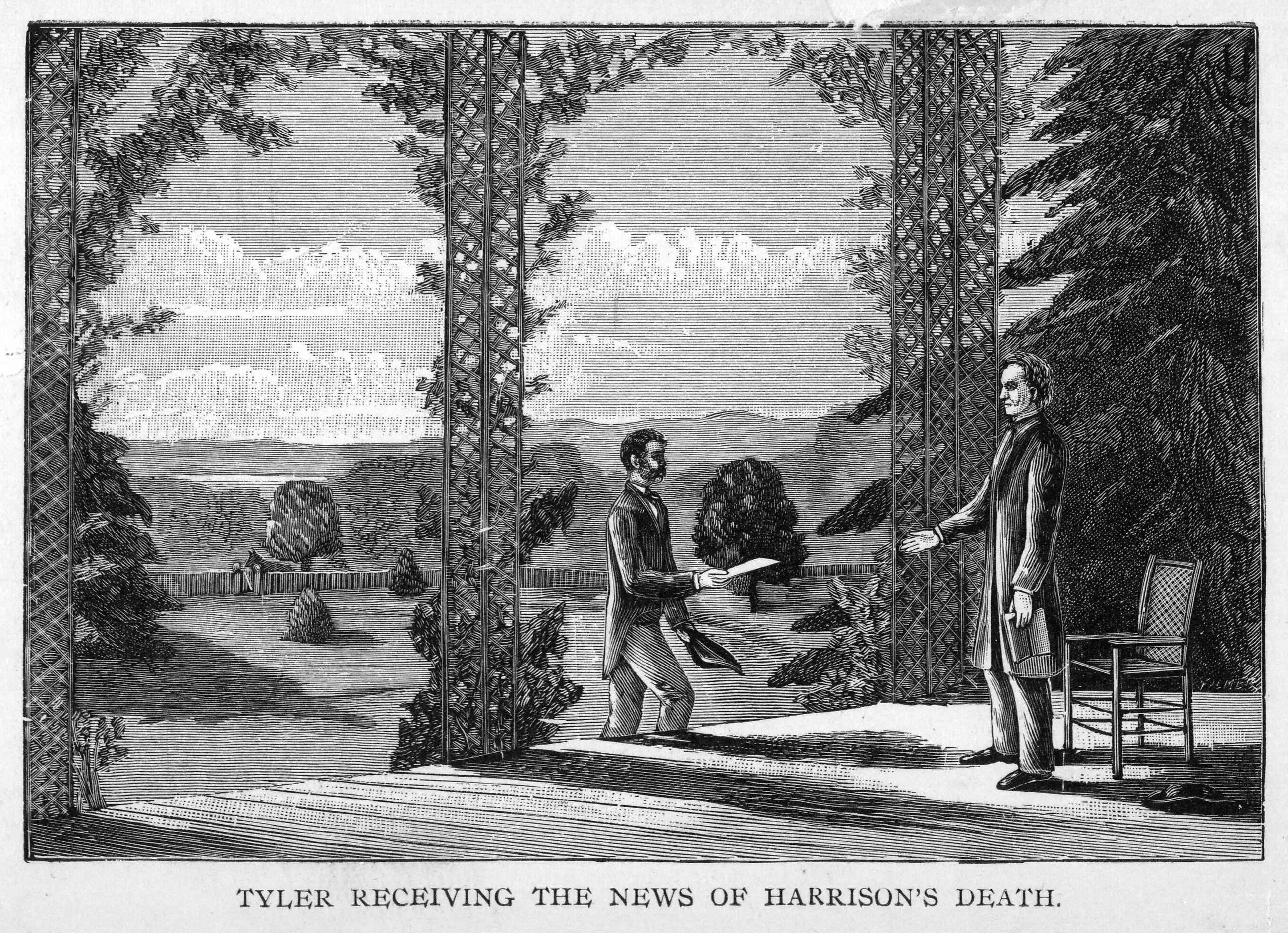
Ilustração de 1888 do novo presidente John Tyler recebendo a notícia da morte do presidente William H. Harrison do secretário-chefe do Departamento de Estado, Fletcher Webster.

O Congresso pode estabelecer uma linha de sucessão além do vice-presidente. A atual Lei de Sucessão Presidencial estabelece a ordem como o presidente da Câmara dos Deputados, o presidente pro tempore do Senado e, em seguida, os quinze secretários do Gabinete na ordem de criação de cada departamento. Entretanto, há preocupações com relação à constitucionalidade de ter membros do Congresso na linha de sucessão, pois essa cláusula especifica que somente um "oficial dos Estados Unidos" pode ser designado como sucessor presidencial. Acadêmicos constitucionais argumentam que o termo "oficial" exclui os membros do Congresso.
A 25ª Emenda declara explicitamente que, se o presidente morrer, renunciar ou for destituído do cargo, o vice-presidente se torna presidente e também estabelece um procedimento para preencher uma vaga no cargo de vice-presidente. A Emenda estabelece ainda que o presidente, ou o vice-presidente e o Gabinete, podem declarar o presidente incapaz de exercer suas funções, caso em que o vice-presidente se torna presidente interino. Se a declaração for feita pelo vice-presidente e pelo Gabinete, a Emenda permite que o presidente retome o controle, a menos que o vice-presidente e o Gabinete contestem o presidente e dois terços de ambas as Casas votem a favor das conclusões do vice-presidente e do Gabinete. Se a declaração for feita pelo presidente, ele poderá retomar o controle sem o risco de ser anulado pelo Congresso.  

### Cláusula 7: Salário
O Presidente deverá, nas épocas determinadas, receber por seus serviços uma remuneração que não deverá ser aumentada nem diminuída durante o período para o qual foi eleito, e não deverá receber, durante esse período, nenhum outro emolumento dos Estados Unidos ou de qualquer um deles.
O salário do presidente, atualmente de US$ 400.000 por ano, deve permanecer constante durante todo o mandato do presidente. O presidente não pode receber outra compensação do governo federal ou estadual.  

### Cláusula 8: Juramento ou afirmação
Antes de iniciar a execução de seu cargo, ele prestará o seguinte juramento ou afirmação: "Juro (ou afirmo) solenemente que executarei fielmente o cargo de Presidente dos Estados Unidos e que, com o melhor de minha capacidade, preservarei, protegerei e defenderei a Constituição dos Estados Unidos."
De acordo com o Comitê Conjunto do Congresso sobre Inaugurações Presidenciais, George Washington acrescentou as palavras "So help me God" (Que Deus me ajude) durante sua primeira posse, embora isso tenha sido contestado. Não há fontes contemporâneas para esse fato, e nenhuma testemunha ocular da primeira posse de Washington menciona a frase, inclusive as que transcreveram o que ele disse em seu juramento.

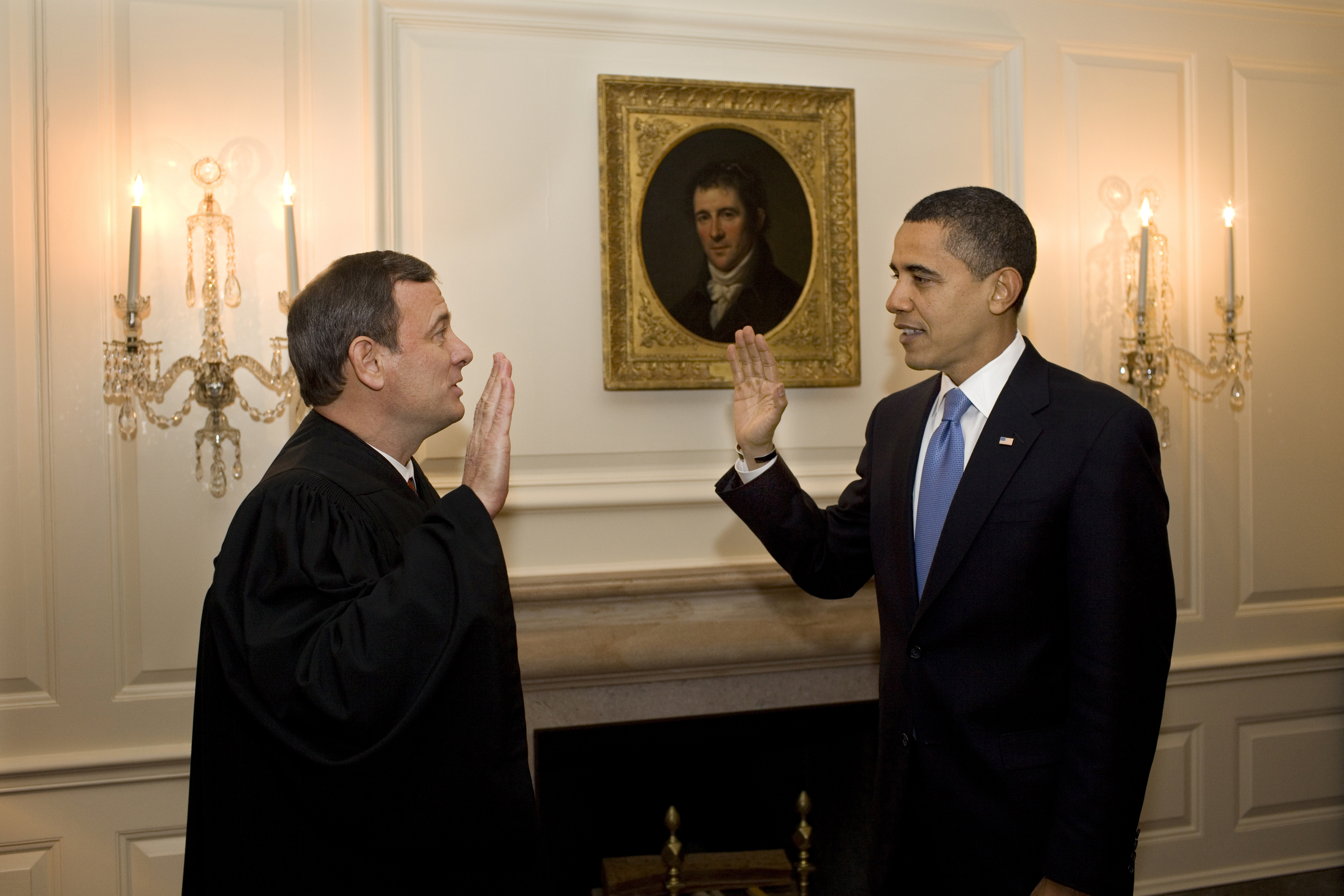
O presidente Barack Obama recebendo o juramento de posse do presidente da Suprema Corte, John Roberts, pela segunda vez em sua primeira posse, em 21 de janeiro de 2009.

Normalmente, o chefe de justiça dos Estados Unidos faz o juramento. Às vezes, afirma-se que o juramento confere ao presidente o poder de fazer o que for necessário para "preservar, proteger e defender a Constituição". Andrew Jackson, ao vetar uma lei para a renovação da carta constitutiva do banco nacional, deu a entender que o presidente poderia se recusar a executar estatutos que considerasse inconstitucionais. Ao suspender o privilégio do mandado de habeas corpus, o Presidente Abraham Lincoln alegou que agiu de acordo com o juramento. Sua ação foi contestada no tribunal e anulada pelo Tribunal do Circuito dos EUA em Maryland (liderado pelo juiz Roger B. Taney) no caso Ex Parte Merryman. Lincoln ignorou a ordem de Taney. Por fim, o advogado de Andrew Johnson mencionou a teoria durante seu julgamento de impeachment. Por outro lado, poucos afirmaram seriamente que o juramento aumenta os poderes do presidente.

O vice-presidente também tem um juramento de posse, mas ele é feito de acordo com a Cláusula de Juramento ou Afirmação do Artigo VI, que estabelece que "todos os ... Oficiais ... dos Estados Unidos ... devem ser obrigados, por juramento ou afirmação, a apoiar esta Constituição". De acordo com o Artigo VI, o 1º Congresso dos Estados Unidos aprovou a Lei de Administração de Juramento (que continua em vigor), que estabelece que "o juramento ou a afirmação exigidos pelo sexto artigo da Constituição dos Estados Unidos [...] serão administrados ao [Presidente do Senado]". Atualmente, o juramento do vice-presidente é o mesmo que o dos membros do Congresso e do Gabinete.
Juro solenemente (ou afirmo) que apoiarei e defenderei a Constituição dos Estados Unidos contra todos os inimigos, estrangeiros e domésticos; que manterei verdadeira fé e fidelidade à mesma; que assumo essa obrigação livremente, sem qualquer reserva mental ou propósito de evasão; e que cumprirei bem e fielmente os deveres do cargo que estou prestes a assumir. Que Deus me ajude.

## Seção 2: Poderes presidenciais
Na decisão histórica do caso Nixon v. General Services Administration (1977), o juiz William Rehnquist, posteriormente presidente do Supremo Tribunal Federal, declarou em sua dissidência: "Seria necessário um discurso muito mais extenso do que poderia ser incluído em uma opinião como esta para descrever completamente a posição proeminente que o presidente dos Estados Unidos ocupa em relação à nossa República. Basta dizer que o presidente é o único depositário dos poderes executivos dos Estados Unidos, e os poderes que lhe são confiados, bem como os deveres que lhe são impostos, são de fato impressionantes."
Diferentemente das constituições modernas de muitos outros países, que especificam quando e como um estado de emergência pode ser declarado e quais direitos podem ser suspensos, a Constituição dos EUA não inclui um regime separado abrangente para emergências. De acordo com o The Atlantic, alguns acadêmicos de direito acreditam que a Constituição dá ao presidente poderes de emergência inerentes, tornando-o comandante em chefe das forças armadas ou conferindo a ele um "poder executivo" amplo e indefinido. O Congresso delegou ao presidente pelo menos 136 poderes de emergência estatutários distintos, cada um disponível mediante a declaração de uma emergência. Apenas 13 deles exigem uma declaração do Congresso; os 123 restantes são assumidos por uma declaração executiva sem nenhuma outra contribuição do Congresso. Os poderes presidenciais de emergência autorizados pelo Congresso são abrangentes e dramáticos e variam desde a tomada de controle da Internet até a declaração de lei marcial. Isso levou a revista The Atlantic a observar que "o uso indevido de poderes emergenciais é uma jogada padrão entre os líderes que tentam consolidar o poder", porque, nas palavras da dissidência do juiz Robert H. Jackson em Korematsu v. Estados Unidos (1944), a decisão que manteve o internamento de nipo-americanos, cada poder emergencial "fica como uma arma carregada, pronta para a mão de qualquer autoridade que possa apresentar uma alegação plausível de uma necessidade urgente".

### Cláusula 1: Comando das forças armadas; Pareceres dos secretários do gabinete; Perdão
O Presidente será o Comandante-em-Chefe do Exército e da Marinha dos Estados Unidos e da Milícia dos diversos Estados, quando convocado para o serviço efetivo dos Estados Unidos; ele poderá solicitar a opinião, por escrito, do principal oficial de cada um dos departamentos executivos, sobre qualquer assunto relacionado aos deveres de seus respectivos cargos, e terá o poder de conceder remissões e perdões por ofensas contra os Estados Unidos, exceto em casos de impeachment.
A Constituição confere ao presidente o Poder Executivo, que atinge seu ápice quando exercido para proteger a segurança nacional; os tribunais federais dos Estados Unidos devem prestar a devida deferência ao Executivo na avaliação das ameaças que a nação enfrenta. O presidente é o comandante-chefe das forças armadas; entretanto, o Artigo Primeiro dá ao Congresso, e não ao presidente, o direito exclusivo de declarar guerra. No entanto, o poder do presidente de iniciar as hostilidades tem sido questionado. De acordo com o historiador Thomas Woods, "Desde a Guerra da Coreia, o Artigo II, Seção 2 [...] tem sido interpretado como 'O presidente tem o poder de iniciar hostilidades sem consultar o Congresso' [....] Mas o que os autores da lei realmente quiseram dizer com essa cláusula foi que, uma vez declarada a guerra, era responsabilidade do presidente, como comandante-em-chefe, dirigir a guerra. Alexander Hamilton falou nesses termos quando disse que o presidente, embora não tivesse o poder de declarar guerra, teria "a direção da guerra quando autorizada ou iniciada". O presidente agindo sozinho estava autorizado apenas a repelir ataques repentinos (daí a decisão de negar a ele apenas o poder de 'declarar' guerra, não de 'fazer' guerra, que era considerado um poder emergencial necessário em caso de ataque estrangeiro)." Desde a Segunda Guerra Mundial, toda grande ação militar tem sido uma operação militar dos EUA ou uma "ação policial" da ONU, que são consideradas legalmente legítimas pelo Congresso e por várias resoluções das Nações Unidas devido a decisões como a Resolução do Golfo de Tonquim ou a Resolução do Congresso que fornece autorização para o uso da força no Iraque.

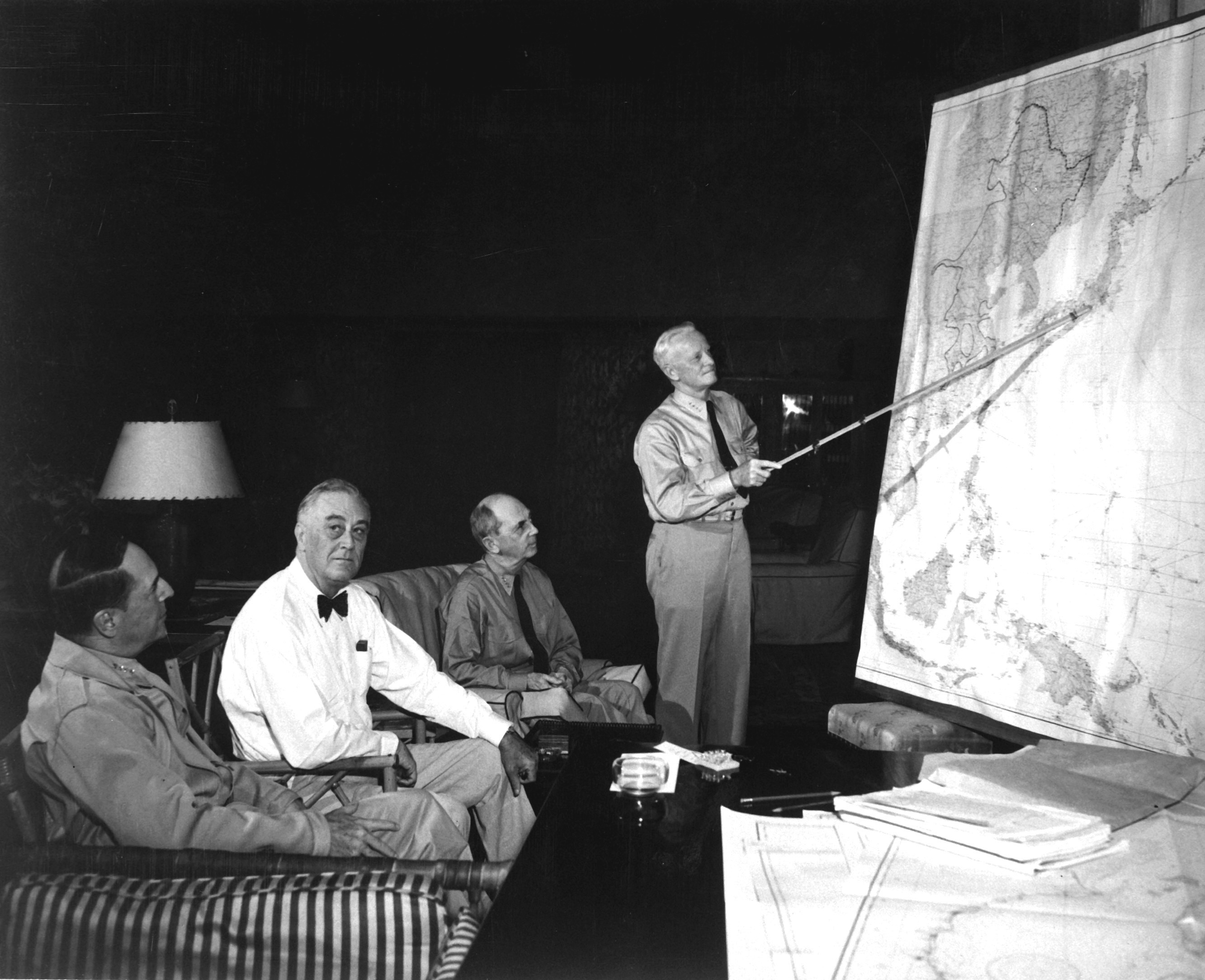
O presidente Franklin D. Roosevelt como comandante-chefe, com seus subordinados militares durante a Segunda Guerra Mundial. Da esquerda para a direita: General Douglas MacArthur, Presidente Franklin Roosevelt, Almirante William D. Leahy, Almirante Chester W. Nimitz

O presidente pode exigir que o "principal dirigente" de qualquer departamento executivo dê sua opinião por escrito. Embora a Constituição não exija um gabinete formal, ela autoriza o presidente a buscar aconselhamento dos principais executivos dos vários departamentos enquanto ele (ou ela) desempenha suas funções oficiais. George Washington achou prudente organizar seus principais executivos em um Gabinete e, desde então, ele faz parte da estrutura do Poder Executivo. Os presidentes utilizaram as reuniões de gabinete dos principais executivos selecionados, mas em graus muito diferentes e com propósitos diferentes. O Secretário de Estado William H. Seward defendeu o uso de um gabinete de governo no estilo parlamentarista para o Presidente Abraham Lincoln, mas foi rejeitado. Posteriormente, Woodrow Wilson defendeu o uso de um gabinete de estilo parlamentarista enquanto era professor, mas como presidente não aceitou nada disso em sua administração. Nos últimos governos, os gabinetes cresceram e passaram a incluir os principais funcionários da Casa Branca, além dos chefes de departamentos e agências. O presidente Ronald Reagan formou sete conselhos de subgabinetes para analisar muitas questões políticas, e os presidentes subsequentes seguiram essa prática.
O presidente pode conceder perdões e indultos, exceto em casos de impeachment. Atualmente, não há uma interpretação universalmente aceita da exceção de impeachment. Alguns argumentam que o presidente simplesmente não pode usar um perdão para impedir que um detentor de cargo sofra um impeachment, enquanto outros sugerem que os crimes subjacentes a um impeachment não podem ser perdoados pelo presidente.
Conforme decidido pela Suprema Corte no caso Estados Unidos v. Wilson (1833), o perdão poderia ser rejeitado pelo condenado. Em seguida, em Burdick v. Estados Unidos (1915), o tribunal disse: "Podem ocorrer circunstâncias que coloquem a inocência sob as penalidades da lei. Se assim for, a fuga por confissão de culpa implícita na aceitação de um perdão pode ser rejeitada, preferindo ser a vítima da lei em vez de seu transgressor reconhecido, preferindo a morte até mesmo a essa infâmia certa."
As comutações (redução da pena de prisão), diferentemente dos indultos (restauração dos direitos civis após o cumprimento da pena de prisão), não podem ser recusadas. Em Biddle v. Perovich, 274 U.S. 480 (1927), o sujeito da comutação não queria aceitar a prisão perpétua, mas queria a pena de morte restaurada. A Suprema Corte disse: "[um] perdão em nossos dias não é um ato privado de graça de um indivíduo que possui poder. Ele faz parte do esquema constitucional. Quando concedido, é a determinação da autoridade suprema de que o bem-estar público será melhor atendido se for infligido menos do que o que o julgamento determinou."  

### Cláusula 2: Cláusula de aconselhamento e consentimento
O presidente exerce os poderes da Cláusula de Conselho e Consentimento com o conselho e consentimento do Senado.
Ele terá o poder, mediante e com o aconselhamento e consentimento do Senado, de fazer tratados, desde que dois terços dos senadores presentes concordem; e ele nomeará, e mediante e com o aconselhamento e consentimento do Senado, nomeará embaixadores, outros ministros públicos e cônsules, juízes da Suprema Corte e todos os outros oficiais dos Estados Unidos, cujas nomeações não estejam previstas de outra forma e que sejam estabelecidas por lei: Mas o Congresso pode, por lei, atribuir a nomeação de oficiais inferiores, conforme julgar apropriado, somente ao Presidente, aos tribunais ou aos chefes de departamentos.

#### Tratados
O presidente pode firmar tratados com os Estados Unidos, mas eles não entram em vigor até que sejam aprovados por dois terços dos votos do Senado. No Artigo II, entretanto, a Constituição não é muito explícita sobre a rescisão de tratados. A primeira revogação de um tratado ocorreu em 1798, quando o Congresso aprovou uma lei rescindindo um Tratado de Aliança (1778). Em 1854, entretanto, o presidente Franklin Pierce rescindiu um tratado com a Dinamarca apenas com o consentimento do Senado. Um comitê do Senado determinou que era um procedimento correto para o presidente rescindir tratados após ser autorizado apenas pelo Senado, e não por todo o Congresso. Os sucessores do presidente Pierce, entretanto, voltaram ao procedimento anterior de obter autorização de ambas as Casas. Alguns presidentes reivindicaram para si o poder exclusivo de rescindir tratados. O primeiro caso inequívoco de um presidente que rescindiu um tratado sem autorização, concedida antes ou depois da rescisão, ocorreu quando Jimmy Carter rescindiu um tratado com a República da China. Pela primeira vez, buscou-se uma determinação judicial, mas o esforço foi inútil: a Suprema Corte não conseguiu encontrar uma maioria que concordasse com nenhum princípio específico e, portanto, instruiu o tribunal de primeira instância a arquivar o caso.

#### Nomeações
O presidente também pode nomear juízes, embaixadores, cônsules, ministros e outros funcionários com o conselho e o consentimento do Senado. Entretanto, por lei, o Congresso pode permitir que o presidente, os chefes de departamentos executivos ou os tribunais nomeiem funcionários inferiores.
O Senado tem uma prática de longa data de permitir moções para reconsiderar decisões anteriores. Em 1931, o Senado deu seu parecer e consentimento ao presidente sobre a nomeação de um membro da Comissão Federal de Energia. O funcionário em questão foi empossado, mas o Senado, sob o pretexto de uma moção de reconsideração, rescindiu o parecer e o consentimento. No processo de mandado de segurança que se seguiu, a Suprema Corte decidiu que o Senado não tinha permissão para rescindir o parecer e o consentimento após a posse do funcionário.
No entanto, depois que o Senado concede o aconselhamento e o consentimento, o presidente não é obrigado a nomear o funcionário. Ainda não foi decidido se o presidente tem a prerrogativa de reter um comissionamento depois de tê-lo assinado. Essa questão desempenhou um papel importante no caso seminal Marbury v. Madison.
Às vezes, o presidente afirma ter o poder de destituir pessoas do cargo. O Congresso muitas vezes limitou explicitamente o poder de destituição do presidente; durante a Era da Reconstrução, o Congresso aprovou a Lei de Posse de Cargo, supostamente impedindo Andrew Johnson de destituir, sem o aconselhamento e consentimento do Senado, qualquer pessoa nomeada com o aconselhamento e consentimento do Senado. O presidente Johnson ignorou a lei e, posteriormente, sofreu impeachment e foi absolvido. A constitucionalidade da lei não foi resolvida imediatamente. No caso Myers v. Estados Unidos, a Suprema Corte decidiu que o Congresso não poderia limitar o poder do presidente de destituir um executivo (o Diretor Geral dos Correios), mas no caso Humphrey's Executor v. Estados Unidos, manteve a autoridade do Congresso de restringir o poder do presidente de destituir executivos da Comissão Federal de Comércio, um "órgão administrativo [que] não pode, em nenhum sentido apropriado, ser caracterizado como um braço ou um olho do executivo".
O Congresso pode revogar a legislação que autoriza a nomeação de um executivo. Mas ele "não pode reservar para si o poder de um oficial encarregado da execução das leis, exceto por impeachment".

### Cláusula 3: Nomeações de recesso
O Presidente terá o poder de preencher todas as vagas que possam ocorrer durante o recesso do Senado, concedendo Comissões que expirarão no final de sua próxima sessão.
O presidente pode preencher unilateralmente, mas temporariamente, as vagas críticas do Executivo e do Judiciário federais quando o Senado estiver em recesso e, portanto, indisponível para fornecer aconselhamento e consentimento. Essas nomeações expiram no final da próxima sessão do Senado. Para continuar a servir depois disso, o indicado deve ser formalmente nomeado pelo presidente e confirmado pelo Senado.  

## Seção 3: Responsabilidades presidenciais
De tempos em tempos, ele fornecerá ao Congresso informações sobre o estado da União e recomendará à sua consideração as medidas que julgar necessárias e convenientes; Poderá, em ocasiões extraordinárias, convocar ambas as Câmaras, ou qualquer uma delas, e, em caso de desacordo entre elas, com relação ao tempo de adiamento, poderá adiá-las para o momento que julgar apropriado; receberá embaixadores e outros ministros públicos; zelará para que as leis sejam fielmente executadas e comissionará todos os oficiais dos Estados Unidos.

### Cláusula 1: Estado da União
O presidente deve fornecer ao Congresso informações sobre o "Estado da União" "de tempos em tempos". Isso é chamado de Cláusula do Estado da União. Originalmente, os presidentes faziam pessoalmente discursos anuais ao Congresso. Thomas Jefferson, que achava que o procedimento se assemelhava ao discurso do trono proferido pelos monarcas britânicos, optou por enviar mensagens escritas ao Congresso para serem lidas por funcionários. O procedimento de Jefferson foi seguido por futuros presidentes até que Woodrow Wilson voltou ao procedimento anterior de se dirigir pessoalmente ao Congresso, o que continua até hoje.

Kesavan e Sidak explicam o propósito da cláusula do Estado da União:
A Cláusula de Recomendação também impõe um dever executivo ao presidente. Suas recomendações respeitam a dignidade igualitária do Congresso e, portanto, incorporam o sentimento anti-realeza que desencadeou a Revolução Americana e, posteriormente, retirou as armadilhas da monarquia do novo chefe do Executivo. Por meio de suas recomendações ao Congresso, o presidente fala coletivamente em nome do povo quando este solicita ao governo uma reparação de queixas e, portanto, suas recomendações incorporam a soberania popular. O presidente adapta suas recomendações de modo que sua implicação natural seja a promulgação de uma nova legislação, em vez de alguma outra ação que o Congresso possa realizar. Por fim, o presidente terá poder discricionário para recomendar medidas de sua escolha.

### Cláusula 2: Fazer recomendações ao Congresso
O presidente tem o poder e o dever de recomendar, para apreciação do Congresso, as medidas que julgar "necessárias e convenientes". Em sua posse, George Washington declarou em seu Discurso Inaugural: "Pelo artigo que estabelece o departamento executivo, o presidente tem o dever de 'recomendar à sua consideração as medidas que julgar necessárias e convenientes'".

Kesavan e Sidak explicam o propósito da Cláusula de Recomendação:
A Cláusula de Recomendação também impõe um dever executivo ao presidente. Suas recomendações respeitam a dignidade igualitária do Congresso e, portanto, incorporam o sentimento anti-realeza que desencadeou a Revolução Americana e, posteriormente, retirou as armadilhas da monarquia do novo chefe do Executivo. Por meio de suas recomendações ao Congresso, o presidente fala coletivamente em nome do povo quando este solicita ao governo uma reparação de queixas e, portanto, suas recomendações incorporam a soberania popular. O presidente adapta suas recomendações de modo que sua implicação natural seja a promulgação de uma nova legislação, em vez de alguma outra ação que o Congresso possa realizar. Por fim, o presidente terá poder discricionário para recomendar medidas de sua escolha.
Sidak explicou que há uma conexão entre a Cláusula de Recomendação e a Cláusula de Petição da 1ª Emenda: "Por meio de seu desempenho no dever de recomendar medidas ao Congresso, o presidente funciona como agente de um eleitorado difuso que busca a reparação de queixas. Amordaçar o presidente, portanto, é diminuir a eficácia desse direito expressamente reservado ao povo nos termos da primeira emenda".  Kesavan e Sidak também citaram um professor Bybee que declarou nesse contexto: "A Cláusula de Recomendação dá ao presidente o poder de representar o povo perante o Congresso, recomendando medidas para a reforma do governo, para o bem-estar geral ou para a reparação de queixas. A Cláusula do Direito de Petição impede o Congresso de restringir o direito do povo de apresentar petições para a reparação de queixas".
A cláusula de recomendação impõe um dever, mas sua execução cabe exclusivamente ao presidente. O Congresso não tem poder para obrigar o presidente a recomendar, pois somente ele é o "juiz" do que é "necessário e conveniente". Ao contrário da Cláusula Necessária e Apropriada do Artigo I, que limita o poder discricionário do Congresso a executar apenas seus poderes delegados, a frase "necessário e conveniente" implica em uma gama mais ampla de poder discricionário para o presidente. Por se tratar de uma questão política, tem havido pouco envolvimento judicial com as ações do presidente de acordo com a cláusula, desde que os presidentes não tenham tentado ampliar seus poderes legislativos.  
No caso Youngstown Sheet & Tube Co. v. Sawyer (1952), a Suprema Corte observou que a Cláusula de Recomendações serve como um lembrete de que o presidente não pode fazer leis sozinho: "O poder de recomendar legislação, concedido ao presidente, serve apenas para enfatizar que é sua função recomendar e que é função do Congresso legislar." A Suprema Corte fez uma observação semelhante ao derrubar o veto por linha de item em Clinton v. Cidade de New York (1998). Quando o Presidente Bill Clinton tentou proteger os registros da Força-Tarefa do Presidente sobre a Reforma da Saúde como essenciais para suas funções sob a Cláusula de Recomendações, um tribunal federal rejeitou o argumento e observou em Ass'n of American Physicians & Surgeons v. Clinton (1993): "[A] Cláusula de Recomendação é menos uma obrigação do que um direito. O presidente tem a autoridade indiscutível de recomendar legislação, mas não precisa exercer essa autoridade com relação a qualquer assunto específico ou, nesse caso, a qualquer assunto."   

### Cláusula 3: Sessões extraordinárias e prorrogação do Congresso
Para permitir que o governo aja rapidamente no caso de uma grande crise nacional ou internacional que surja quando o Congresso não estiver reunido, o presidente tem o poder de convocar uma sessão especial de uma ou ambas as casas do Congresso. Em 1797, John Adams fez isso pela primeira vez quando convocou o Congresso inteiro para uma sessão extraordinária em 27 ocasiões. Harry Truman foi o mais recente a fazê-lo, em julho de 1948. Além disso, antes da ratificação da Vigésima Emenda (que antecipou a data em que o Congresso se reúne de dezembro para janeiro) em 1933, os presidentes recém-empossados rotineiramente convocavam o Senado para se reunir a fim de confirmar nomeações ou ratificar tratados. A cláusula 3 também autoriza o presidente a prorrogar o Congresso se a Câmara e o Senado não chegarem a um acordo sobre o horário de encerramento; nenhum presidente jamais teve de exercer esse poder administrativo. Em 2020, o Presidente Donald Trump ameaçou usar essa cláusula como justificativa para prorrogar ambas as casas do Congresso a fim de fazer nomeações de recesso durante a pandemia da COVID-19; no entanto, o Presidente não tem autoridade para fazer isso, a menos que o Senado ou a Câmara dos Deputados alterem suas datas de adiamento programadas.  

### Cláusula 4: Recebimento de representantes estrangeiros
O presidente recebe todos os embaixadores estrangeiros. Essa cláusula da Constituição, conhecida como Cláusula de Recepção, tem sido interpretada de forma a implicar que o presidente possui amplo poder sobre questões de política externa e para dar suporte à autoridade exclusiva do presidente para conceder reconhecimento a um governo estrangeiro.  

### Cláusula 5: Cuidar da fiel execução da lei
O presidente deve "cuidar para que as leis sejam fielmente executadas". Essa cláusula da Constituição impõe ao presidente o dever de fazer cumprir as leis dos Estados Unidos e é chamada de Cláusula de Cuidado, também conhecida como Cláusula de Execução Fiel. O objetivo dessa cláusula é garantir que uma lei seja fielmente executada pelo presidente, mesmo que ele discorde do objetivo da lei. Ao discursar na convenção de ratificação da Carolina do Norte, William Maclaine declarou que a Cláusula de Fiel Execução era "uma das melhores disposições [da Constituição]". Se o presidente "cuidar para que as leis sejam fielmente executadas, isso será mais do que é feito em qualquer governo do continente; pois me atrevo a dizer que nosso governo e os dos outros estados são, com relação à execução das leis, em muitos aspectos, meras cifras". O presidente George Washington interpretou essa cláusula como uma imposição a ele de um dever único de garantir a execução da lei federal. Discutindo uma rebelião tributária, Washington observou: "é meu dever ver as leis serem executadas: permitir que elas sejam pisoteadas impunemente seria repugnante a [esse dever]".
De acordo com o ex-procurador-geral adjunto dos Estados Unidos, Walter E. Dellinger III, a Suprema Corte e os procuradores-gerais há muito tempo interpretam a Cláusula Take Care como significando que o presidente não tem autoridade constitucional inerente para suspender a aplicação das leis, especialmente dos estatutos. A Take Care Clause exige que o presidente obedeça à lei, disse a Suprema Corte em Humphrey's Executor v. Estados Unidos, e repudia qualquer noção de que ele possa dispensar a execução da lei. Em Printz v. Estados Unidos, a Suprema Corte explicou como o presidente executa a lei: "A Constituição não deixa à especulação quem deve administrar as leis promulgadas pelo Congresso; o presidente, diz ela, "cuidará para que as leis sejam fielmente executadas", Art. II, §3º, pessoalmente e por meio de oficiais que ele nomeia (com exceção dos oficiais inferiores que o Congresso pode autorizar a serem nomeados pelos "Tribunais de Justiça" ou pelos "Chefes de Departamentos" com outros nomeados pelo presidente), Art. II, §2."
O presidente não pode impedir que um membro do poder executivo cumpra um dever ministerial legalmente imposto a ele pelo Congresso. O presidente também não pode tomar uma medida não autorizada pela Constituição ou por um estatuto legal e não pode se recusar a aplicar uma lei constitucional ou "cancelar" determinadas apropriações, pois isso equivaleria a um veto extraconstitucional ou poder de suspensão.
Alguns presidentes reivindicaram a autoridade sob essa cláusula para confiscar dinheiro apropriado pelo Congresso. O Presidente Jefferson, por exemplo, atrasou o gasto do dinheiro destinado à compra de canhoneiras por mais de um ano. O presidente Franklin D. Roosevelt e seus sucessores às vezes se recusavam a gastar o dinheiro apropriado. A Suprema Corte, no entanto, considerou inconstitucionais as retenções sem autorização do Congresso.
Afirmou-se que a responsabilidade do presidente na execução "fiel" das leis lhe dá o direito de suspender o privilégio do mandado de habeas corpus. O Artigo Primeiro estabelece que o privilégio não pode ser suspenso, exceto em tempos de rebelião ou invasão, mas não especifica quem pode suspender o privilégio. A Suprema Corte decidiu que o Congresso pode suspender o privilégio se julgar necessário. Durante a Guerra Civil Americana, o Presidente Abraham Lincoln suspendeu o privilégio, mas, devido à oposição veemente que enfrentou, obteve autorização do Congresso para isso. Desde então, o privilégio do mandado de segurança só foi suspenso mediante autorização expressa do Congresso, exceto no caso de Mary Surratt, cujo mandado de segurança foi suspenso pelo Presidente Andrew Johnson com relação ao seu suposto envolvimento no assassinato do Presidente Lincoln.
Em Mississippi v. Johnson (1867), a Suprema Corte decidiu que o judiciário não pode impedir o presidente de executar as leis. Nesse caso, a Suprema Corte se recusou a atender a um pedido de liminar que impedia o Presidente Andrew Johnson de executar os Atos de Reconstrução, que eram considerados inconstitucionais. A Suprema Corte considerou que "[o] Congresso é o departamento legislativo do governo; o presidente é o departamento executivo. Nenhum deles pode ser restringido em sua ação pelo departamento judicial, embora os atos de ambos, quando executados, estejam, em casos apropriados, sujeitos ao seu conhecimento". Assim, os tribunais não podem impedir a aprovação de uma lei pelo Congresso, embora possam posteriormente derrubar essa lei por considerá-la inconstitucional. Uma interpretação semelhante se aplica ao poder executivo.  

### Cláusula 6: Comissões de oficiais

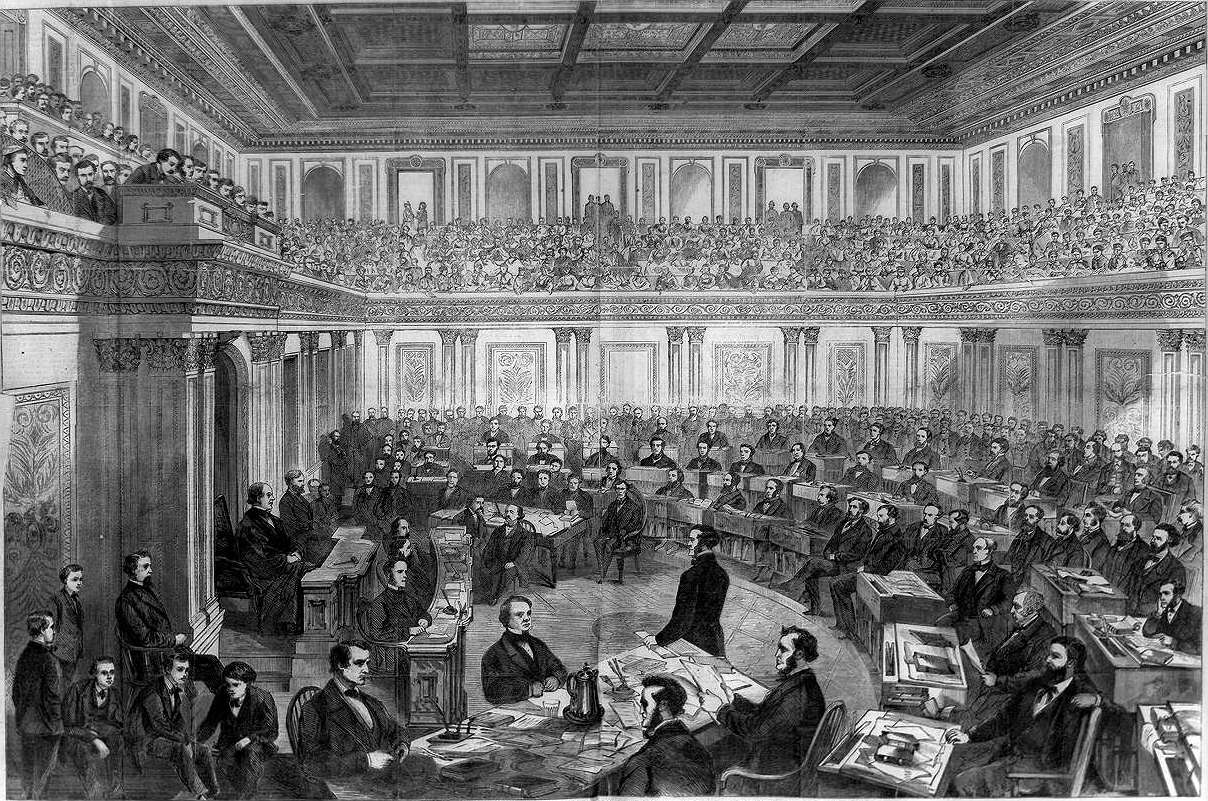
Representação do julgamento de impeachment do presidente Andrew Johnson em 1868, com o presidente da Suprema Corte Salmon P. Chase presidindo.

O presidente comissiona "todos os oficiais dos Estados Unidos". Isso inclui oficiais do serviço militar e do serviço estrangeiro. De acordo com o Artigo I, Seção 8, os Estados têm autoridade para "a nomeação dos oficiais [...] da milícia [estadual]".
A autoridade presidencial para comissionar oficiais teve um grande impacto no caso Marbury v. Madison, de 1803, em que o presidente federalista que estava deixando o cargo, John Adams, assinou febrilmente muitas comissões para o judiciário em seu último dia de mandato, na esperança de, como disse o novo presidente democrata-republicano Thomas Jefferson, "[retirar-se] para o judiciário como uma fortaleza". No entanto, em sua pressa, o secretário de Estado de Adams não entregou todas as comissões. O novo presidente Jefferson ficou furioso com Adams e ordenou que seu secretário de Estado, James Madison, se abstivesse de entregar as comissões restantes. William Marbury levou a questão à Suprema Corte, que considerou que as comissões eram válidas e que os tribunais em geral tinham o poder de ordenar a entrega das mesmas e deveriam tê-lo feito (uma decisão que estabeleceu o princípio da revisão judicial nos Estados Unidos), mas se recusou a emitir as ordens, alegando que a lei que lhe dava jurisdição original sobre esses casos era inconstitucional.  

## Seção 4: Impeachment
O presidente, o vice-presidente e todos os funcionários públicos dos Estados Unidos serão destituídos do cargo por impeachment e condenação por traição, suborno ou outros crimes graves e contravenções.
A Constituição também permite a destituição involuntária do presidente, do vice-presidente, dos secretários do gabinete e de outros executivos, bem como dos juízes, que podem ser acusados pela Câmara dos Deputados e julgados pelo Senado.
Qualquer autoridade condenada pelo Senado é imediatamente destituída do cargo e, para evitar que o poder de nomeação do Artigo II do Presidente seja usado como um perdão de fato, o Senado também pode votar, por maioria simples, que a autoridade destituída seja desqualificada para sempre para ocupar qualquer cargo futuro nos Estados Unidos. O senador Matthew Carpenter, especialista em direito constitucional, relatou que, sem a cláusula de desqualificação permanente, o impeachment não teria nenhum efeito, porque o presidente poderia simplesmente reintegrar seus funcionários destituídos no dia seguinte.
Embora nenhuma outra punição possa ser infligida de acordo com o processo de impeachment, a parte condenada continua sujeita a julgamento e punição nos tribunais por acusações civis e criminais.